# Mark Wainberg
Mark Arnold Wainberg (geboren am 21. April 1945 in Montreal; gestorben am 11. April 2017 in Miami, Florida, Vereinigte Staaten) war ein kanadischer Mediziner, der zu AIDS und HIV forschte und 1989 den Arzneistoff Lamivudin (kurz: 3TC) entwickelte.

## Leben
Nachdem er 1966 den Bachelor of Science an der McGill University in Montreal absolviert hatte, erlangte Wainberg 1972 einen PhD an der Columbia University, New York. Im Anschluss forschte er an der Hadassah Medical School der Hebrew University in Jerusalem. Von 1998 bis 2000 war Wainberg Präsident der International AIDS Society (IAS). Er war Organisator der 13. Internationalen Aids-Konferenz im Jahr 2000 in Durban (Südafrika). Bis zu seinem Tod leitete er die Aids-Forschungsabteilung am Lady-Davis-Institut in Montréal sowie das Aids-Zentrum an der McGill University. Im April 2017 kam er bei einem Badeunfall an der Küste Floridas ums Leben.

## Auszeichnungen und Ehrungen
- Mitglied der Royal Society of Canada (2000)
- Offizier des Order of Canada (2001)[2]
- Offizier des Ordre national du Québec (2005)[3]
- Fellow der American Association for the Advancement of Science in der Sparte Medizin, 2011[4]
- Mitglied der Canadian Medical Hall of Fame (2016)[5]